# 黛海絲·戴司葛胡 (1962年電影)
《黛海絲·戴司葛胡》（法語：Thérèse Desqueyroux）是一部於1962年上映的法國電影。該片由喬治·弗朗敘執導，並改編自弗朗索瓦·莫里亚克的同名小說。它由莫里亚克、克洛德·莫里亚克和喬治·弗朗敘編劇，並由艾曼紐·麗娃和菲利浦·诺瓦雷。麗娃在威尼斯电影节的最佳女演員獎、水晶之星獎最佳女演員，以及墨西哥電影記者創辦的銀女神獎。

## 劇情
戴司葛胡居住在一個省級城鎮，與一個愚蠢而自負的人伯納德有一段不幸的婚姻，他唯一的興趣就是維護自己的姓氏和財產。他們住在一個被僕人包圍的偏僻的鄉村豪宅中。結婚初期，她唯一的安慰就是她對伯納德的松樹林的熱愛，這也是她嫁給他的主要原因，以及她對小姑和伯納德的同父異母妹妹安妮的愛。在戴司葛胡的蜜月中，她從伯納德的床上溜走，扔掉了安妮的一封信，信中安妮表達了對猶太學生吉恩的愛。後來，當吉恩離開安妮後，戴司葛胡感到一點滿足和解脫。然而，安妮很快離開了。戴司葛胡極度孤獨和感到束縛，並無意間得知伯納德的藥物讓他的病情嚴重。當安妮照顧特雷塞戴司葛胡不像要的嬰兒時，戴司葛胡利用他的疑病症和健忘症開始了她的實驗。最終她試圖用砷毒死他，但劑量並不致命。之後戴司葛胡的偽造處方被發現。戴司葛胡被捕，但伯納德拒絕提起公訴。由於伯納德在審判中為她作偽證，再加上她有政治影響力父親的賄賂法院官員，她無罪釋放。在返回鄉村莊園的途中，她試圖想給伯納德一個解釋。由於無法給伯納德一個恰當的解釋，她允許伯納德將自己安置在他設計的監獄中。他把她鎖在臥室，只允許她抽煙和喝酒，而令她逐漸銷售。很久以後，他因為聚會而釋放了她，全家人聚在一起去見安妮的新丈夫，而他們的朋友對她生病的樣子和惡化感到震驚。伯納德接著將她移去巴黎。他仍然希望了解她犯罪的動機，想聽取了進一步的解釋，但他無法理解。這部電影以倒敘方式講述了導致她被指控毒害丈夫的情況。

## 製作
電影在法国罗讷河口省马赛的弗蘭工作室拍攝。電影的外場部分在法國吉倫特省拍攝。

## 演員表
- 艾曼紐·麗娃 飾 黛海丝·戴司葛胡
- 菲利浦·诺瓦雷 飾 伯納德·戴司葛胡
- 愛迪絲·斯考博（英语：Édith Scob） 飾 安妮·德拉特拉夫
- 薩米·佛雷（英语：Sami Frey） 飾 吉恩·阿茲維多
- 勒妮·德维莱尔（英语：Renée Devillers） 飾 德拉特拉夫夫人
- 珍妮·佩雷斯（英语：Jeanne Pérez） 飾 芭里昂妮特
- 埃萊娜·迪厄多內 飾 克拉爾姨媽
- 理查德·聖-布里斯 飾 赫克托·德拉特拉夫
- 雅克-雷米·杰瑞德 飾 專科醫生

## 原聲帶
影片發行後很長時間，法國原聲帶唱片公司遊戲時間於2005年2月將其與其他賈爾製作的原聲帶以CD形式發行。這也包括了其他弗朗敘電影的原聲帶，例如《走投无路》和《沒有面孔的眼睛》。

## 外部鏈接
- 互联网电影数据库（IMDb）上《黛海絲·戴司葛胡》的资料（英文）
- AllMovie上《黛海絲·戴司葛胡》的资料（英文）